# Metabo
Metabo era un mitico re della popolazione italica dei Volsci.

## Il mito
Metabo viene menzionato nell'Eneide, in un flashback relativo alla figlia e desunto, secondo gli scolii antichi, dalle Origines di Catone il Censore. 
La sua sposa Casmilla morì nel dare alla luce Camilla, destinata a diventare un'eroina valorosa. Poco dopo, a causa di una sollevazione popolare contro il suo governo autoritario, Metabo dovette abdicare e fuggire in esilio portandosi dietro Camilla, che all'epoca era piccolissima. 
Durante la fuga, Metabo, incalzato dai nemici, gettò Camilla, legandola alla lancia e pregando Diana di salvarla, al di là di un fiume, l'Amaseno, dopodiché la raggiunse a nuoto; la bambina venne consacrata, in ringraziamento per lo scampato pericolo, appunto a Diana. Padre e figlia vissero a lungo in povertà tra i pastori, e il sovrano decaduto insegnò alla ragazza le tecniche di caccia, il combattimento, oltre che a usare la spada e a tirare con l'arco. Dopo la morte del genitore, Camilla prese il suo posto, diventando dunque regina dei Volsci. .
Tiranno e padre affettuoso insieme, Metabo è molto simile sotto questi due aspetti a un altro personaggio virgiliano, l'etrusco Mezenzio, che però a differenza del volsco ha in spregio gli dèi.

### Fonti antiche
- Virgilio, Eneide, XI, 533-570.